# Eschmar
Eschmar è uno dei dodici quartieri di Troisdorf, nel circondario tedesco del Reno-Sieg, nel Bundesland della Renania Settentrionale-Vestfalia.
Eschmar confina con il quartiere di Sieglar e presenta due agglomerati urbani: uno più antico e più sviluppato e un secondo di più recente costruzione, che nel 2004 raggiunse il trentesimo anno di esistenza.

## Storia
Nei registri dei beni del Convento di San Cassio a Bonn è registrato per la prima volta nell'832 un primo accenno al quartiere, con il nome di marca asiamariorum.
Nel 1060 l'arcivescovo Annone II di Colonia unisce ai possedimenti dell'abbazia benedettina di Michaelsberg una proprietà situata in Ascmere, mentre nel 1068 Enrico IV regala un ulteriore podere in Asmeri al convento.
È il 1555 e la Honnschaft (unità amministrativa tipica della Renania medievale) di Eschmar appartiene al Kirchspiel (antica forma di parrocchia) e al tribunale territoriale di Sieglar, nell'Amt Löwenburg (circoscrizione del Ducato di Berg, nella zona dell'odierno Siebengebirge)
Nel 1885 Eschmar ha una superficie di 334 ettari, di cui 311 coltivati e nel complesso solo uno di prati.
Fino al 1918 Eschmar ha mantenuto il proprio statuto di comune autonomo, appartenente alla Bürgermeisterei di Sieglar (una sorta di istituzione sovracomunale, che univa in sé più comuni, oltre che a Eschmar). Da quell'anno (precisamente dal 1º aprile) Eschmar è stato unito al comune di Sieglar, rimanendone frazione fino al 1º agosto 1969, quando entrambi i centri abitati sono diventati frazioni di Troisdorf.

## Sviluppo demografico
| Jahr | Einwohner |
| ---- | --------- |
| 1816 | 285       |
| 1843 | 375       |
| 1871 | 385       |
| 1905 | 378       |
| 1961 | 593       |
| 2011 | 3.181     |

## Monumenti e luoghi d'interesse
Notevole è l'antico e non più attivo Eschmarer Mühle, un antico mulino, che in periodi recenti è stato oggetto di propositi di ristrutturazione e rivalutazione.
Nel centro della zona vecchia si trova la chiesa parrocchiale cattolica dei santi Pietro e Paolo, consacrata nel 1937.